# Casper Westphalen Mathiesen
Casper Westphalen Mathiesen er en dansk soldat fra Hæren, som er den første modtager af Tapperhedskorset. Han modtog det fra Hendes Majestæt Dronning Margrethe II ved en højtidelighed på Kastellet i København den 18. november 2011.
Begrundelsen for tildelingen:
For den 19. februar 2010, under kamphandlinger, uden tøven, og med tydeligt erkendt risiko for eget liv og førlighed at have ydet dækning til en såret kammerat ved at stille sig mellem ham og fjenden. Han fastholdt denne meget udsatte position og beskød fjenden, således at yderligere hjælp kunne komme frem.
Casper Westphalen Mathiesen er oversergent ved Ingeniørregimentet og var udsendt med ISAF hold 9.
Han havde modtaget et legat fra Hærens Operative Kommando, inden han modtog Tapperhedskorset.
Jyllandsposten har som følge af hans indsats nomineret ham  til titlen Årets Helt. 
Han modtog den 27. april 2011 et andet legat af Kronprins Frederik i dennes egenskab af protektor for Anders Lassen Fonden. 

## Eksterne kilder og henvisninger
- Han er Danmarks største krigshelt Arkiveret 1. december 2011 hos  Wayback Machine, Jyllands-Posten, 18.11.2011

- http://forsvaret.dk/HOK/Nyt%20og%20Presse/%C3%98vrige%20nyheder/Pages/Tilp%C3%A5sk%C3%B8nnelseogopmuntring.aspx

- http://www.aaretshelt.dk/nominerede2011/default.asp?cid=151927 (Webside+ikke+længere+tilgængelig)

- http://www2.forsvaret.dk/nyheder/overige_nyheder/Pages/Legatertilballetdansereogsoldater.aspx Arkiveret 4. marts 2016 hos  Wayback Machine